# 李在万
李在万（イ・ジェマン、이재만、1966年 - ）は、大韓民国の大統領秘書室付属秘書官（総務秘書官）を務めた人物。1998年に、後に大統領となる朴槿恵が国会議員に初当選し、政治活動に入った当初からこれを補佐していた。同じく大統領秘書室の鄭虎星、アン・ボングンとともに、「青瓦台の権力3人組」、「ドアノブ3人衆」などと称された。また、崔順実の元夫である鄭潤会（チョン・ユンフェ）、朴槿恵の弟である朴志晩（パク・チマン）とともに「マンマンフェ（만만회）」として政権の実権を握っているとも批判された、崔順実ゲート事件に関わったとされ、2016年10月30日に他の7名の大統領府高官とともに辞表を受理される形で更迭され、その後、検察の調査を受けた。
2017年11月3日には、国家情報院から資金提供を受けたとされる収賄と国庫損失の容疑で、アン・ボングンとともにソウル中央地検に逮捕された。